# Monopodial
 Denne artikel bør gennemlæses af en person med fagkendskab for at sikre den faglige korrekthed.

Monopodiale orkideer vokser opad fra et enkelt punkt, år efter år: De tilføjer blade i toppen og stammen vokser på den måde længere.
Generelt kommer blomsterstænglerne ud fra stammen imellem bladene. 
Monopodiale orkideer har ingen pseudobulber så arter der er tilpasset tørkeperioder har tykke, sukkulente blade til opbevaring af vandreserver.
Ordet Mono-podial er afledt af græsk og betyder med én fod.
Imidlertid kan stammen hos nogle monopodiale orkideer forgrene sig, men for alle monopodiale orkideer gælder det at dette (hvis det overhovedet sker) ikke er nødvendigt for fortsat vækst (modsat de sympodialt voksende orkideer).
Et eksempel på en monopodial orkide-slægt er Phalaenopsis der efterhånden er blevet så populær at den kan købes i de mange supermarkeder og næsten alle blomsterbutikker. Phalaenopsis er kendt for at blomstre i adskillige måneder.